# Molophilus lucidipennis
Molophilus lucidipennis är en tvåvingeart som beskrevs av Frederick Askew Skuse 1890. Molophilus lucidipennis ingår i släktet Molophilus och familjen småharkrankar. Inga underarter finns listade i Catalogue of Life.